# Рильський район
Рильський райо́н (рос. Рыльский район) — адміністративно-територіальна одиниця і муніципальне утворення на заході Курської області Росії.
Адміністративний центр — місто Рильськ.

## Географія
Розташований у західній частині області, межує із Хомутовським, Льговським, Кореневським, Глушківським районами й Україною.
Територія району становить 1,5 тис. км², або 5,0 % території області.
Рельєф місцевості нерівний, сильно порізаний ярами й балками з різними напрямками схилів. Найбільш піднесена частина району перебуває на північному заході, на сході й півдні поверхня поступово знижується.
У районі протікають річки: Сейм, довжиною по території 83 км, Обеста— 52 км, Студенок — 10,8 км, Амонька — 35 км, Ізбиця — 25 км, Рило — 21 км, Дублянка — 4,9 км, Клевень — 42 км, Каменка — 14 км, Крупец — 10 км. Всі річки відносяться до системи Дніпра.

## Історія
30 липня 1928 р. постановою ВЦИК № 630, у числі інших районів Центрально-Чорноземної області, утворений Рильський район.
За 80 років своєї історії район зазнав змін: до нього приєднувалися нові території, а частина сіл відходила до інших адміністративних центрів. У своєму сьогоднішньому виді Рильський район сформувався в 1965 році після приєднання до нього земель колишнього Крупецького району.
9 серпня ЗСУ розбили колону російських військ в районі селища Октябрьске Рильського району ударом HIMARS. 